# Chrastoun
Chrastoun (Cerbera) je rod rostlin z čeledi toješťovité. Jsou to dřeviny se spirálně uspořádanými jednoduchými kožovitými listy a bílými nálevkovitými květy. Plodem je peckovice. Rod zahrnuje 6 druhů a je rozšířen v tropech Starého světa. Semena chrastounů obsahují srdeční glykosidy a jsou smrtelně jedovatá.

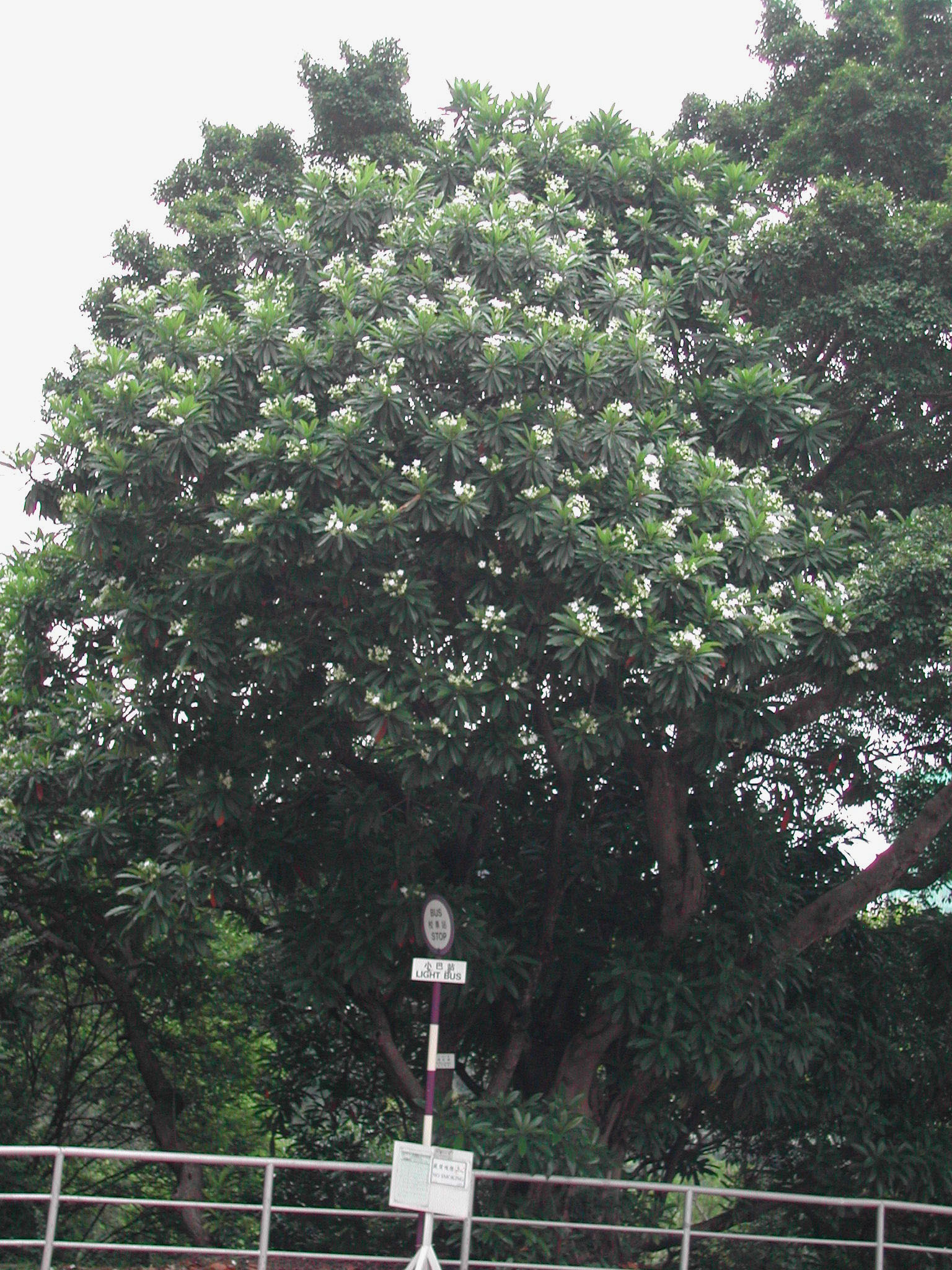
Kvetoucí Cerbera manghas

## Popis
Chrastouny jsou stromy a keře, ronící při poranění bílý latex. Listy jsou jednoduché, celokrajné, kožovité, střídavé, spirálně uspořádané a nahloučené na konci větví. Při usychání černají. Žilnatina je zpeřená, postranní žilky jsou na konci propojené okrajovou žilkou. Květenství jsou koncové, dlouze stopkaté, rozvolněné vrcholíky. Květy jsou stopkaté. Kalich je hluboce členěný na 5 laloků, uvnitř bez žlázek. Koruna je bílá, nálevkovitá. Korunní trubka je v horní části rozšířená, ústí je zúžené. Laloky koruny se překrývají směrem doleva. Tyčinky přirůstají v horní části korunní trubky a mají krátké nitky. Prašníky jsou kopinaté, s vrcholovým přívěskem. Gyneceum je složeno ze 2 volných semeníků obsahujících po 4 vajíčkách. Čnělka je nitkovitá, s mělce dvoulaločnou bliznovou hlavou. Plodem je peckovice nebo souplodí 2 peckovic. Plody jsou velké, elipsoidní nebo kulovité. Obsahují 1 (nebo 2) semena obklopená tlustým, vláknitě dřevnatým endokarpem.

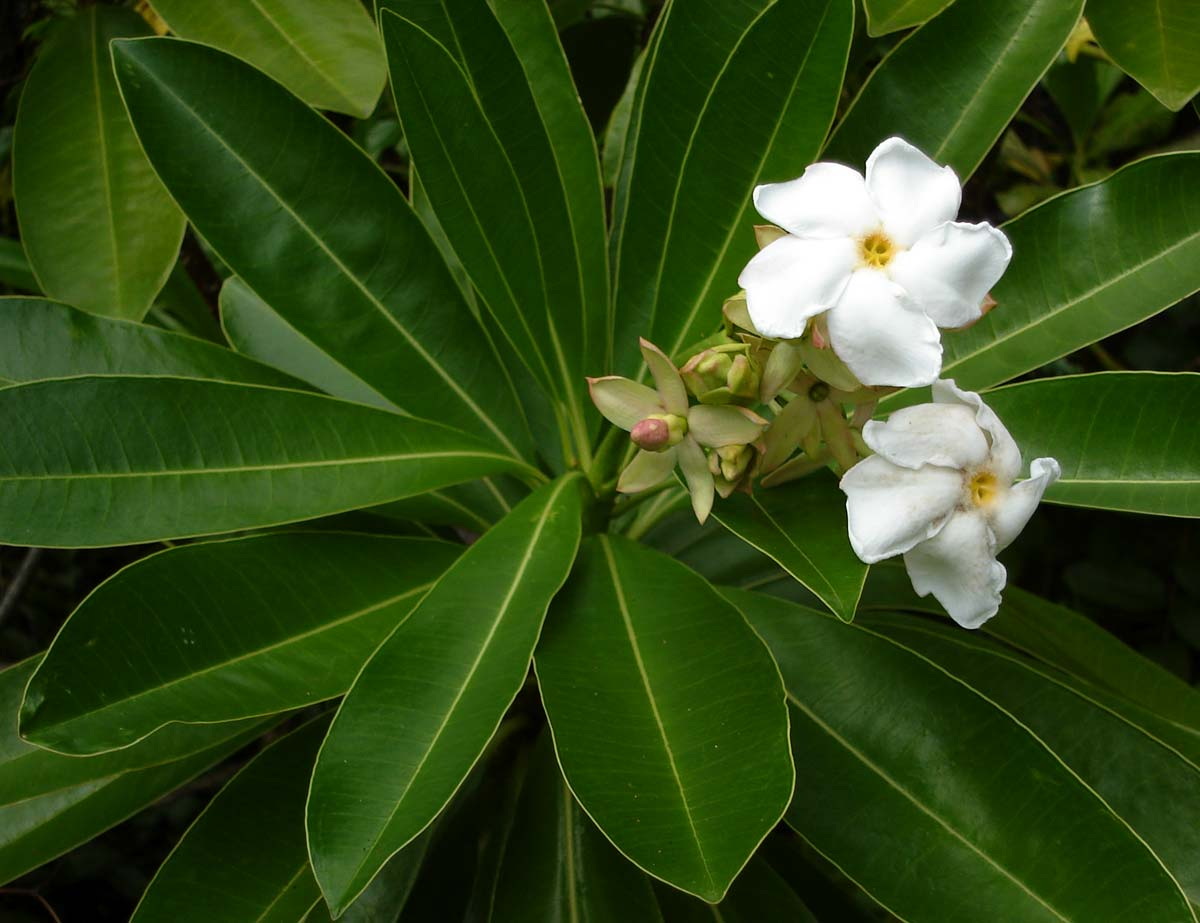
Květy Cerbera odollam
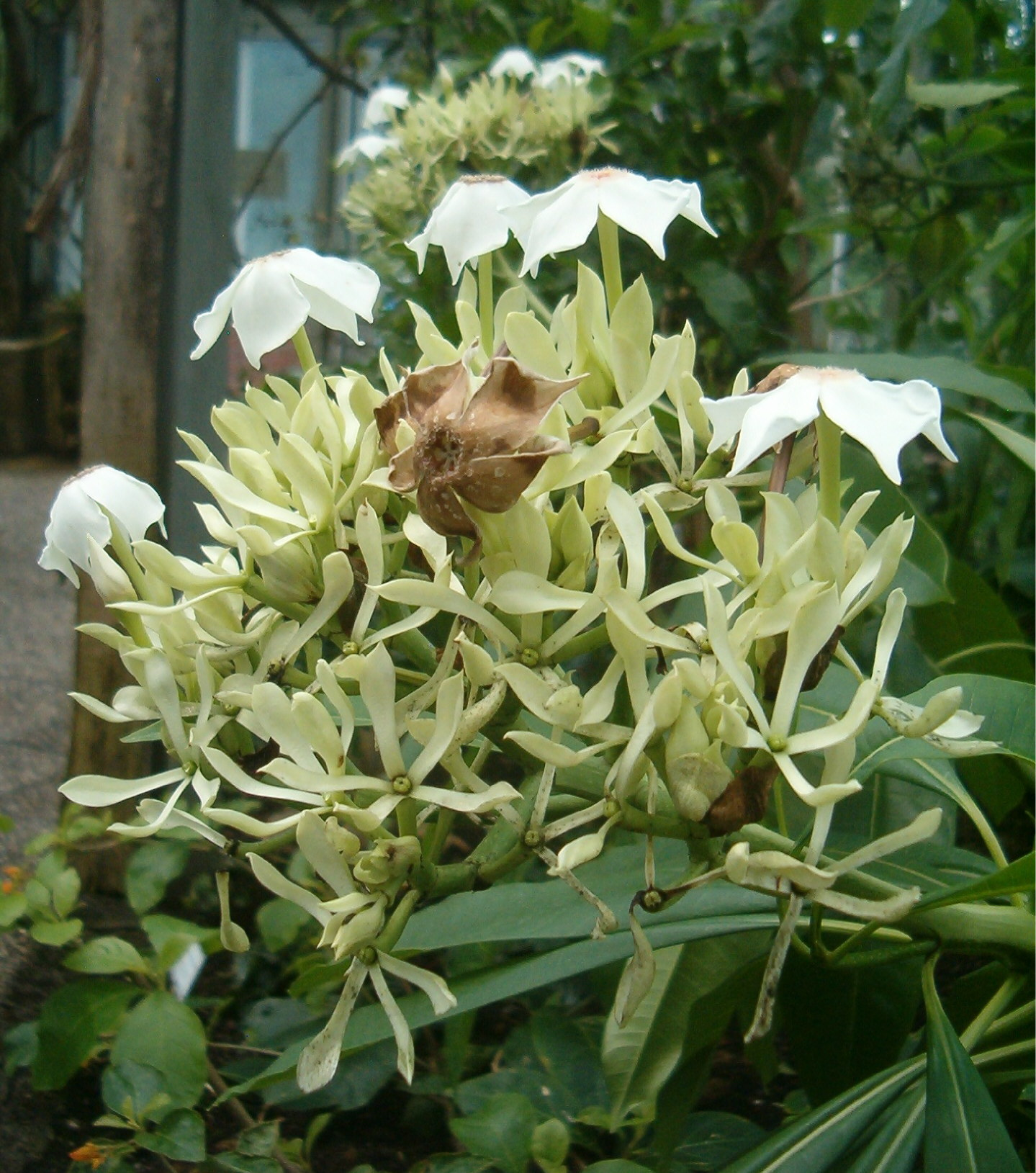
Květenství Cerbera manghas
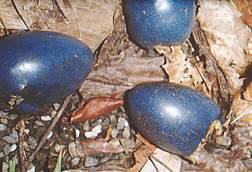
Plody Cerbera floribunda

## Rozšíření
Rod chrastoun zahrnuje 6 druhů. Je rozšířen v tropech Starého světa ve východní Africe (Tanzanie), na Madagaskaru, ostrovech Indického oceánu, tropické Asii a Oceánii a v severovýchodní Austrálii.
Druh Cerbera manghas je složkou pobřežních mangrovových porostů tropické Asie a Austrálie, zasahuje i do jižního Japonska (ostrovy Rjúkjú) a jako jediný druh rodu je zastoupený i na Madagaskaru.

## Taxonomie
Rod Cerbera popsal v roce 1753 Carl Linné. V jeho díle Species plantarum jsou popsány celkem 3 druhy, z nichž 2 byly později přeřazeny do jiných rodů. Za typový druh rodu je považován druh Cerbera manghas. V roce 1999 byl popsán z Papuy Nové Guiney nový druh, Cerbera laeta.
Rod je v rámci čeledi Apocynaceae řazen do podčeledi Rauvolfioideae, tribu Plumerieae a subtribu Thevetiinae. Mezi blízce příbuzné rody ze stejného subtribu náleží Anechites, Cameraria, Cerberiopsis, Skytanthus a Thevetia.

## Obsahové látky a jedovatost

Strukturní vzorec cerberinu

Semena chrastounů jsou velmi silně jedovatá. Hlavní jedovatou složkou je kardioaktivní glykosid cerberin. V semenech Cerbera odollam dále obsažen cerberosid a odolin, v latexu byl zjištěn thevetin. Jedovatost listů je podstatně menší. Druh C. odollam je v indické Kérale příčinou 50 % z celkového počtu zaznamenaných rostlinných otrav. Otrava se projevuje do 1 hodiny po požití nechutenstvím, zvracením a bolestmi břicha. Později je pacient malátný a slabý a upadá do kómatu. Poruchy srdeční činnosti se projevují zejména zpomalením frekvence, arytmií a sinoatriální blokádou. Požití množství většího než 1 jádro C. odollam nebo C. manghas vede v průběhu 3 až 6 hodin k srdeční zástavě a smrti.

## Význam
Semena Cerbera odollam jsou pro svoji jedovatost v některých částech světa (např. v indické Kérale) používány jako sebevražedný prostředek a příležitostně k travičství. Sebevražedné pokusy představují většinu případů otravy. Semena mají hořkou chuť.
Na Madagaskaru se v minulosti semena C. manghas hojně používala k ordálům, tedy rozsudkům ohledně viny či neviny obžalovaného podáním jedu. Pokud obviněný přežil, byl shledán nevinným. V centrální provincii ostrova byl tento soud odpovědný za 2 % úmrtí místních obyvatel, což činilo asi 3000 lidí ročně. Praxe byla zakázána králem v roce 1861, v odlehlých oblastech ale přetrvávala dále.
Olej ze semen C. odollam je v Myanmaru používán ke svícení. Ve směsi s jinými oleji se používá jako repelent a insekticid. Listy a kůra jsou v některých asijských zemích používány jako projímadlo. Rovněž latex je v Indii používán jako emetikum a projímadlo. Olej ze semen C. manghas je v Malajsii vtírán do kůže pro omezení svědění a na vlasy jako insekticid.
V kořenech C. manghas byly zjištěny kardenolidy působící proti buňkám lidské rakoviny tlustého střeva.

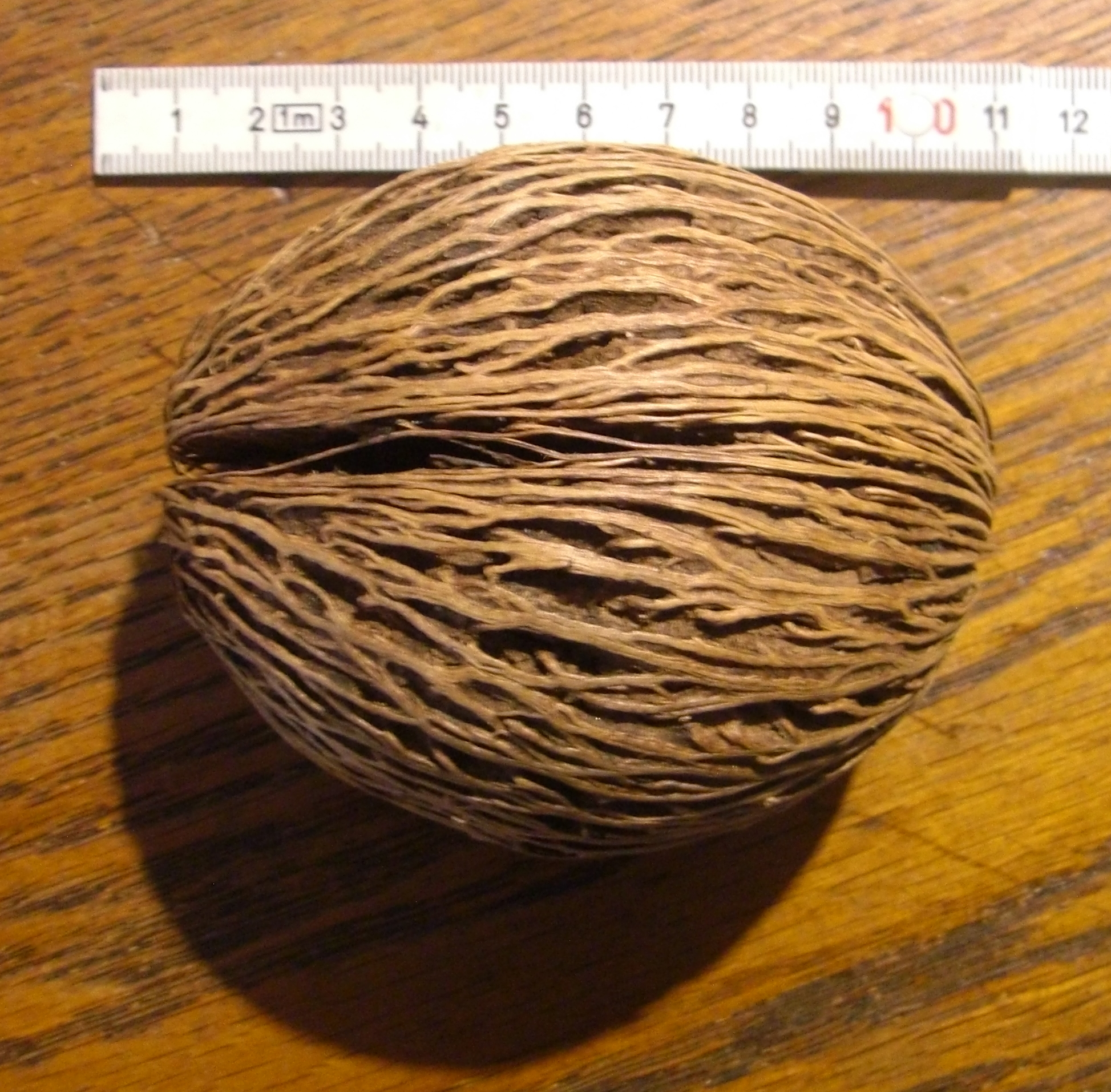
Pecka plodu Cerbera odollam